# فينس شيلدز
فينس شيلدز (بالإنجليزية: Vince Shields)‏ هو لاعب كرة قاعدة أمريكي، ولد في 18 نوفمبر 1900 في فريدريكتون في كندا، وتوفي في 16 أكتوبر 1952 في بلاستر روك في كندا.

## وصلات خارجية
- فينس شيلدز على موقعبيزبول رفرنس.كوم (الدوري الرئيسي) (الإنجليزية)